# Langwellensender Tipaza

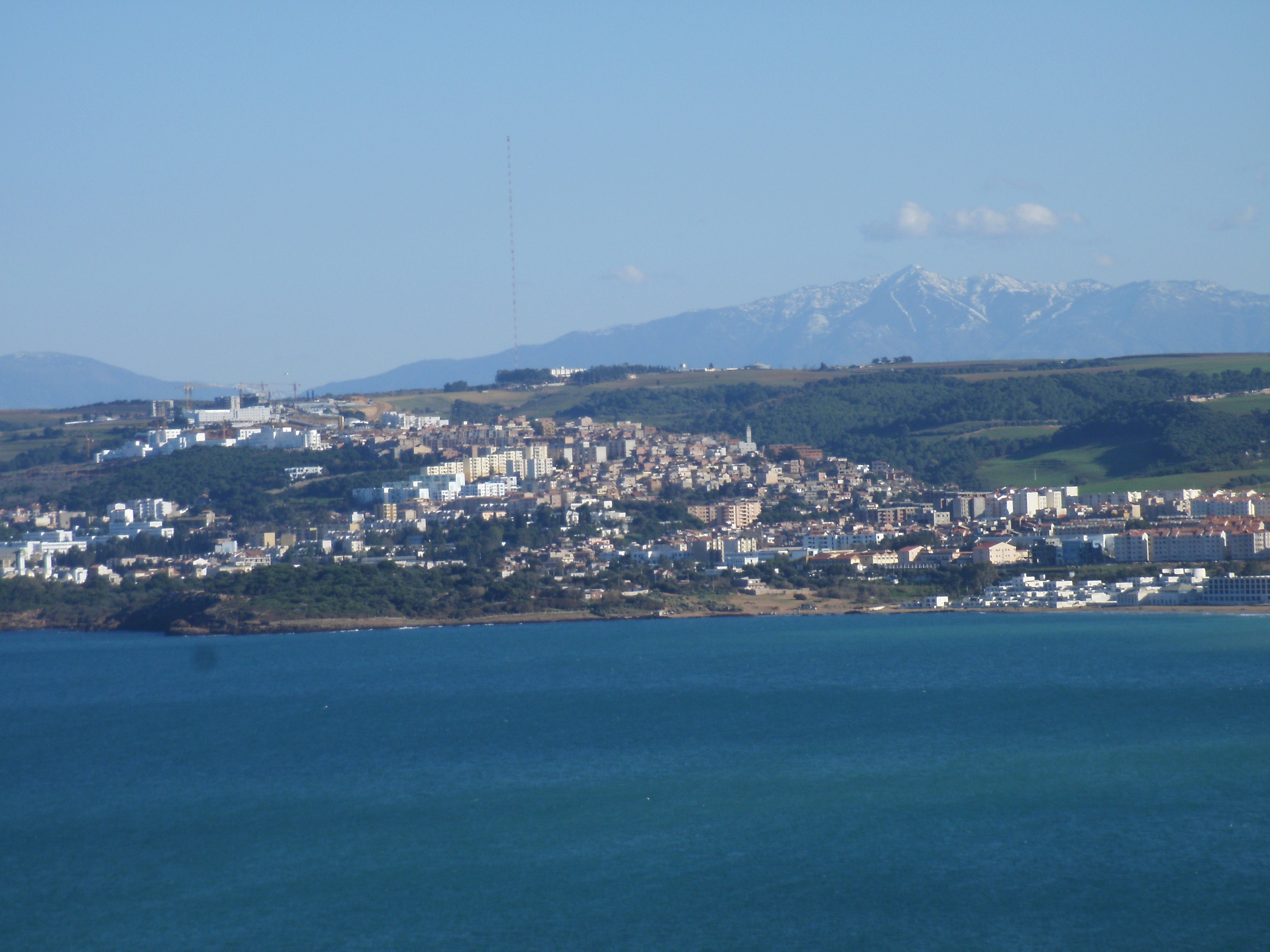
Blick über Tipaza mit dem Langwellenmast im Hintergrund

Der Langwellensender Tipaza ist eine Sendeanlage des staatlichen algerischen Rundfunks ENRS, über die das französischsprachige Programm Chaîne 3 verbreitet wird. Der Langwellensender, der sich etwa 4 Kilometer südöstlich von Tipaza befindet, sendet auf der Frequenz 252 kHz mit einer Leistung von 1500 kW (nachts 750 kW). Er verwendet als Sendeantenne einen 355 Meter hohen, abgespannten Stahlfachwerkmast, der das zweithöchste Bauwerk Algeriens und eines der höchsten Bauwerke in Afrika sein dürfte.